# Trachymitrium
Trachymitrium là một chi rêu trong họ Calymperaceae.